# 槽果扁莎
槽果扁莎（学名：Cyperus sulcinux）又名垦丁扁莎，为莎草科莎草属下的一个种。